# Mont-Cenis (przełęcz)

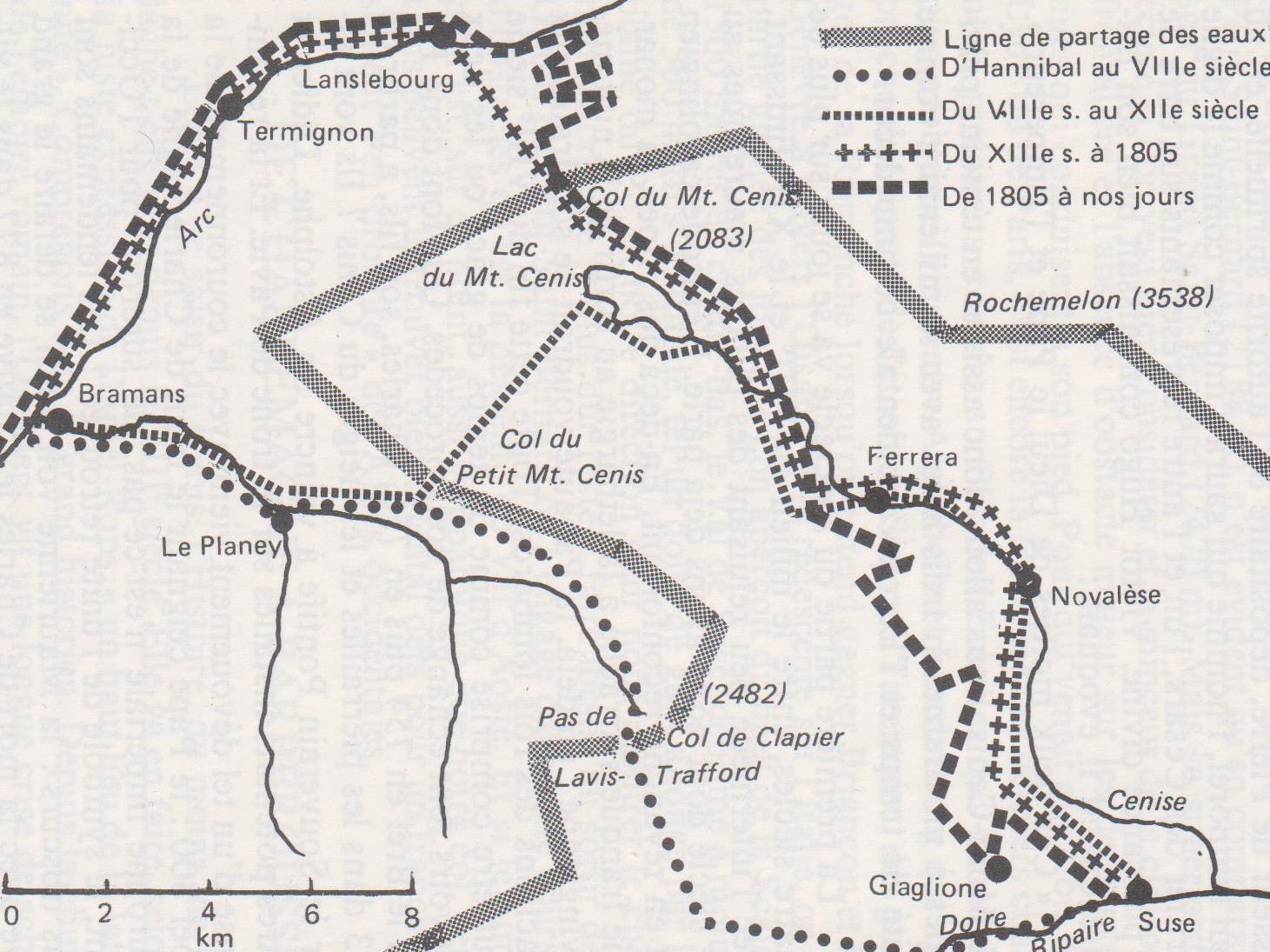
Trasy przekraczania Alp (szeroka linia kropkowana: główny dział wodny) w rejonie Mont Cenis od Starożytności do czasów współczesnych

Przełęcz Mont-Cenis (fr. Col du Mont-Cenis; 2083 m n.p.m., według niektórych źródeł 2084 m n.p.m.) – przełęcz w głównym grzbiecie wododziałowym Alp Zachodnich, w Masywie Mont-Cenis. Uznawana jest za granicę pomiędzy Alpami Kotyjskimi (na południu) i Alpami Graickimi (na północy).
Ukształtowanie terenu sprawia, że główny grzbiet Alp biegnie w tym miejscu w przybliżeniu z zachodu na wschód. Stąd północny skłon przełęczy opada na stronę francuską ku dolinie rzeki Arc (region Haute Maurienne), zaś południowy – na stronę włoską ku dolinie rzeki Dora Riparia.
Mont-Cenis to jedno z najstarszych i najliczniej używanych przejść przez Alpy z Francji do Italii. Przełęcz była znana i używana już przez starożytnych Rzymian. Na plateau Masywu Mont-Cenis znaleziono ślady drogi z tego okresu. W okresie średniowiecza chętniej była używana położona obok przełęcz Petit Mont-Cenis (2183 m n.p.m.), nieco wyższa lecz wygodniejsza.
W 1797 Napoleon Bonaparte przeprawił się po raz pierwszy przez Mont-Cenis podczas powrotu ze swej pierwszej włoskiej kampanii. W 1802, w celu ściślejszego związania Italii z Francją, Napoleon rozkazał wybudować przez trzy przełęcze: Mont-Cenis, Montgenèvre i Tende trakty takie, „aby można było osiągnąć Piemont, nie będąc zmuszonym do postawienia nogi na ziemi”. W 1805 cesarz przekraczał przełęcz jeszcze dwukrotnie, dając wówczas pierwszeństwo wiodącemu przez nią szlakowi nad dwoma pozostałymi. Droga Nr 7 z Paryża do Mediolanu przez przełęcz Mont-Cenis została ukończona w 1811. W tym samym roku przez przełęcz przeprawiło się już ok. 45 000 jucznych mułów i 17 000 pojazdów.
Po zbudowaniu zapory i powstaniu jeziora Mont Cenis nową trasę drogi w rejonie przełęczy poprowadzono przez tzw. Plan des Fontainettes, w pobliżu piramidy służącej za kaplicę i obecnego ogrodu roślin alpejskich. W ten sposób najwyższy punkt drogi sięga obecnie 2094 m n.p.m.

## Galeria

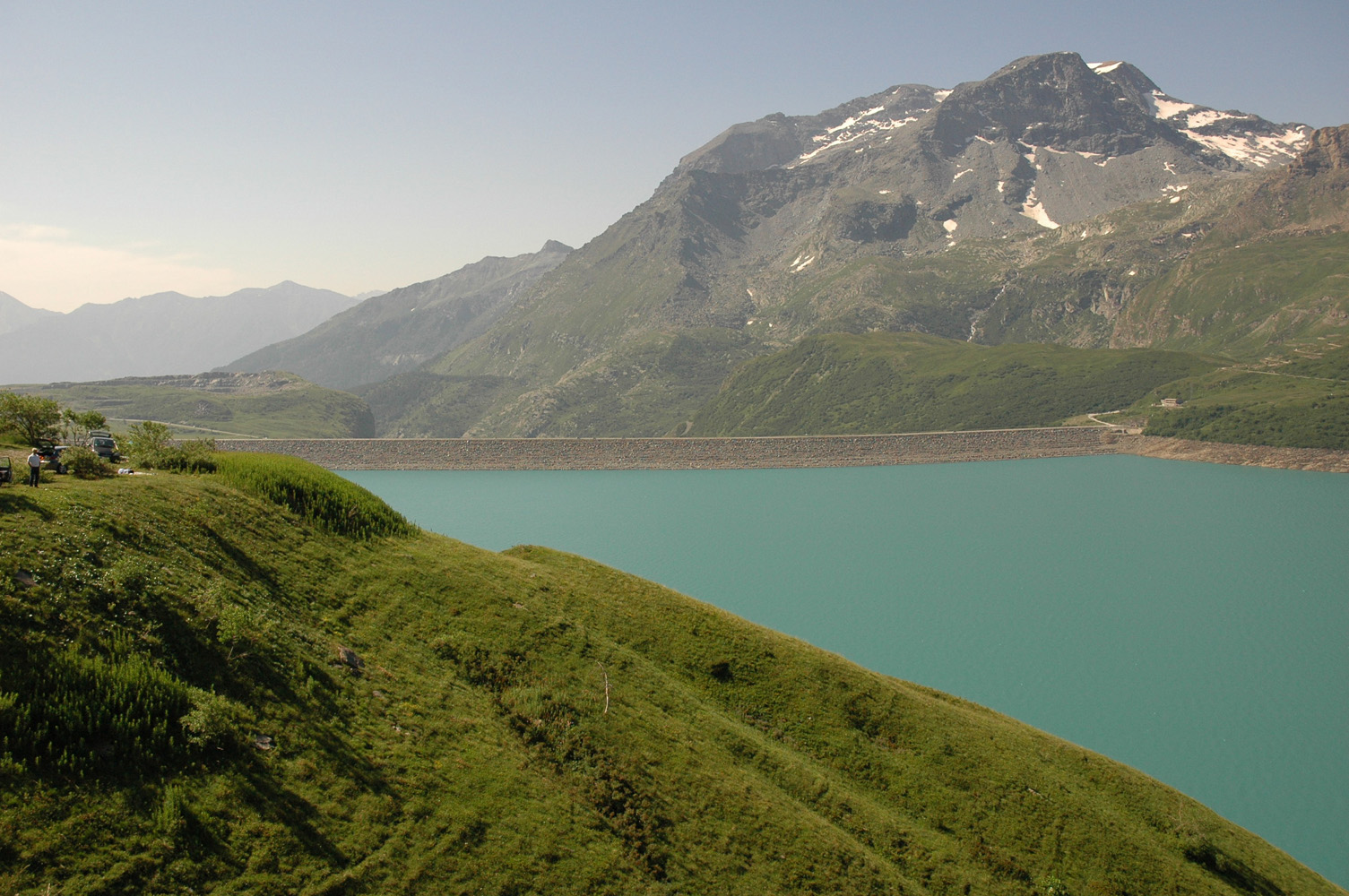
Jezioro Mont-Cenis
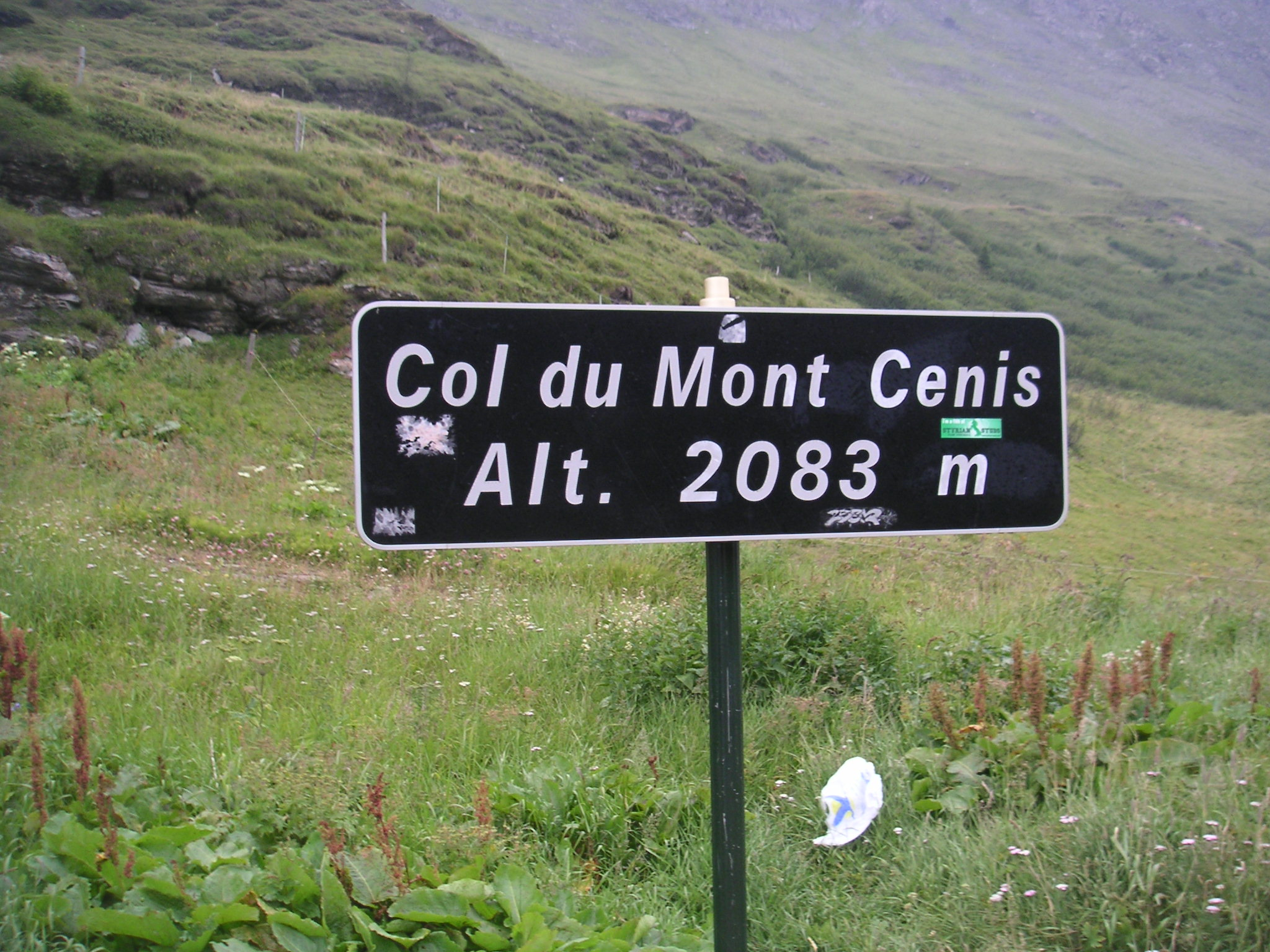
Tablica z wysokością przełęczy
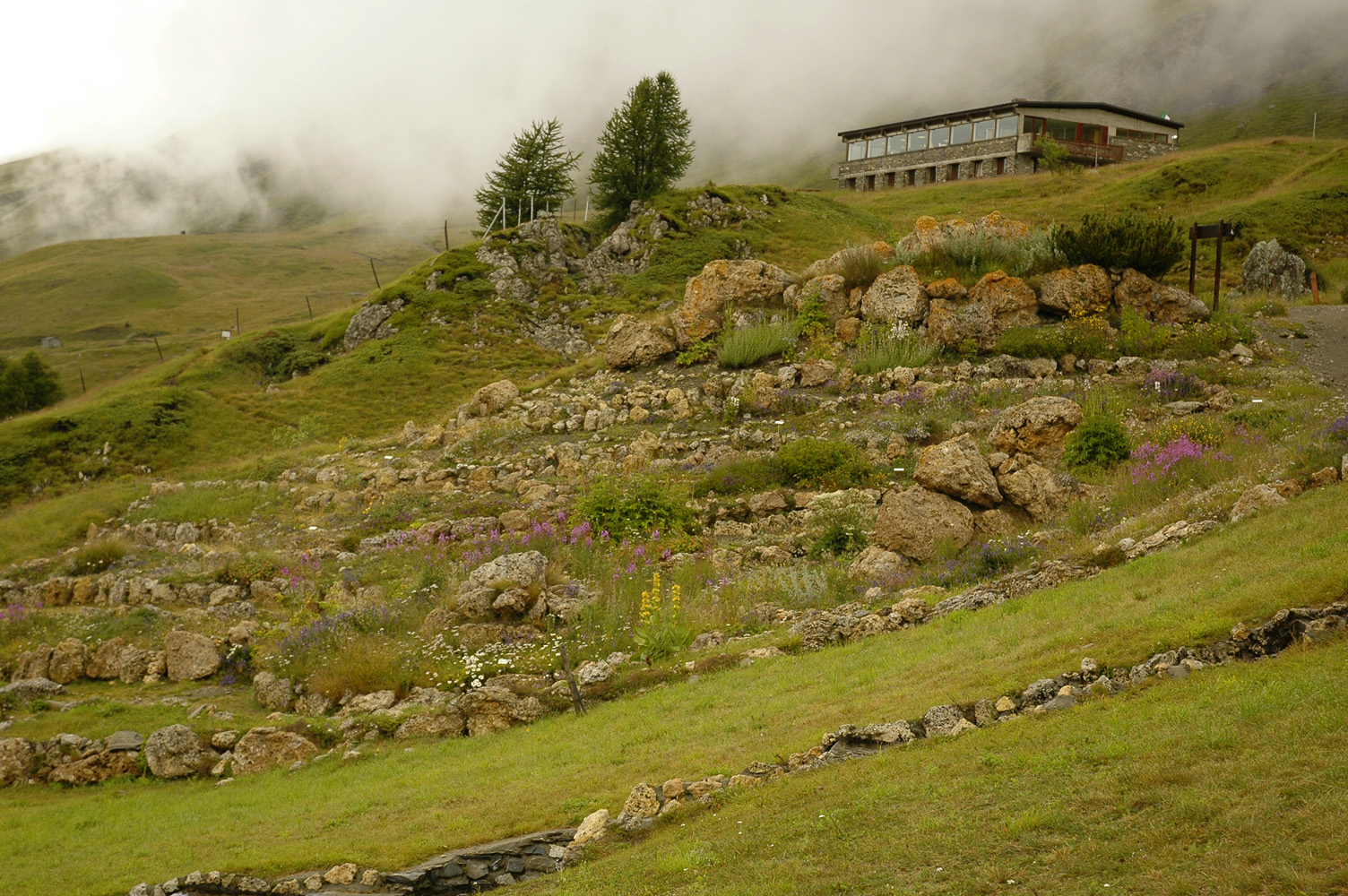
Ogród roślin alpejskich na Mont-Cenis